# Crenidorsum leve
Crenidorsum leve là một loài côn trùng cánh nửa trong họ Aleyrodidae, phân họ Aleyrodinae.
Crenidorsum leve được Russell miêu tả khoa học đầu tiên năm 1945.